# (18399) Tentoumushi
(18399) Tentoumushi est un astéroïde de la ceinture principale.

## Description
(18399) Tentoumushi est un astéroïde de la ceinture principale. Il fut découvert le 17 novembre 1992 à Kitami par Kin Endate et Kazuro Watanabe. Il présente une orbite caractérisée par un demi-grand axe de 3,16 UA, une excentricité de 0,20 et une inclinaison de 18,2° par rapport à l'écliptique.